# Малые Уруссу
 Малые Уруссу — деревня в Ютазинском районе Татарстана. Административный центр Ташкичуйского сельского поселения.

## География
Находится в юго-восточной части Татарстана на расстоянии приблизительно 5 км на северо-запад по прямой от районного центра поселка Уруссу.

## История
Основана в 1924 году переселенцами из села Старые Уруссу.

## Население
Постоянных жителей было: в 1926—287, в 1938—351, в 1949—365, в 1958—311, в 1979—563, в 1989—437, в 2002 году 474 (татары 98 %), в 2010 году 470.